# Église Saint-Martin de Pollestres
Pour les articles homonymes, voir église Saint-Martin.

L'église Saint-Martin de Pollestres est une église romane située à Pollestres, dans le département français des Pyrénées-Orientales.
L'édifice fait l'objet d'une inscription au titre des monuments historiques depuis le 4 juillet 1973.